# Carles Capdevila i Recasens
Carles Capdevila i Recasens (Barcelona, 1879-Barcelona, 1937) fue un escritor, actor, pintor, traductor, crítico de arte y periodista español.

## Biografía
Casado con la actriz Emilia Baró, como periodista fue redactor jefe (1922) y director (1929) de La Publicitat. Fue también autor dramático y publicó diversos ensayos sobre figuras relevantes de la cultura catalana. También realizó numerosas traducciones al catalán de obras de teatro de autores destacados de la literatura universal como Sófocles, Shakespeare o George Bernard Shaw, así como de la novela Guerra y paz, de León Tolstoi (1928). Como actor, trabajó en el Teatro Romea y fue director del Teatro Novedades de Barcelona. Años más tarde, en 1936, fue nombrado director del Teatre Català de la Comèdia, en la actualidad Teatro Poliorama. Falleció en 1937 en su ciudad natal.

## Obras escritas

### Teatro
- La veritat sense contemplacions (1922)

### Ensayos
- Santiago Rusiñol (1925)
- Joaquim Mir (1931)
- Àngel Guimerà (1938)